# Singularity University

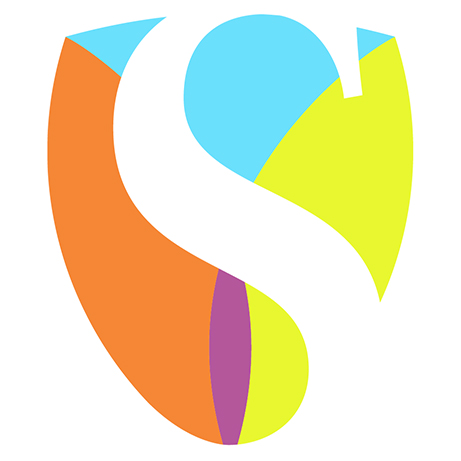
Logotypen för Singularity University.

Singularity University (förkortas SU) är en tankesmedja i Silicon Valley som erbjuder utbildningsprogram och incubator. Tankesmedjan fokuserar på vetenskapliga framsteg och "exponentiell" teknik. Den grundades 2008 av Peter Diamandis och Ray Kurzweil på NASA Research Park i Kalifornien i  USA.